# Haplogrupo J (ADN-Y)

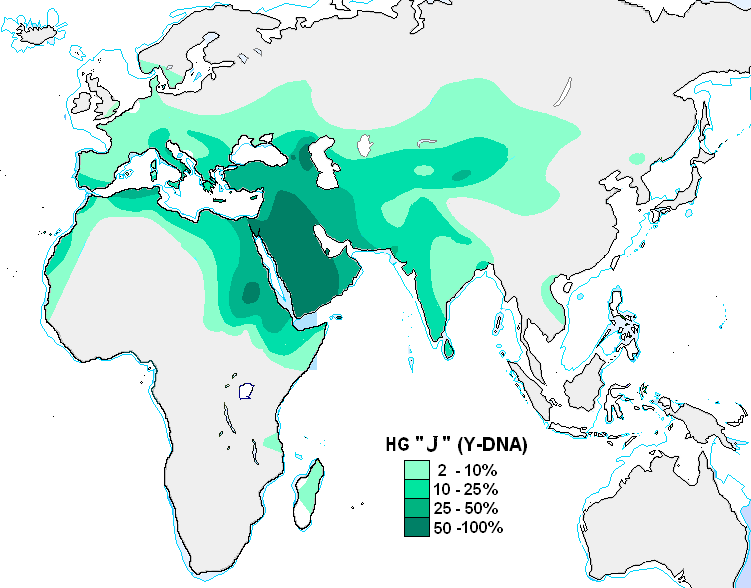
Distribución del haplogrupo J del cromosoma Y.

El haplogrupo J del cromosoma Y humano (antes llamado HG9 o Eu9/Eu10) es un haplogrupo del ADN del cromosoma Y humano formado a partir de 7 marcadores: 12f2.1, S6, S34, S35, M304, P209 y L134.
Se originó hace unos 43 mil años en Oriente Próximo, como una evolución del haplogrupo F y está estrechamente relacionado con el haplogrupo I. Se encuentra muy difundido en Oriente Próximo, el Cáucaso y África del norte, pero en frecuencias mucho menores en el sur de Europa, cuerno de África, Asia central y Sur de Asia.

## Subgrupos
De acuerdo con ISOGG, el árbol filogenético del Haplogrupo J (12f2.1, L134, M304/Page16, P209, S6/L60, S34 y S35) se describe del siguiente modo:

### J*
Común en el archipiélago Socotra en el cuérno de África con un 71.4 %, poco en Arabia, Grecia, República checa, Pakistán, Bengala, judíos y pueblos túrquicos.

### J1
J1 (M267) es muy frecuente en la península arábiga (Yemen 72 %, Catar 58 %, árabes beduinos 62 % y 82 % en beduinos del Néguev), en el Cáucaso (Daguestán 56 %, Dargin 58 %, ávaros 67 %, chamalin 67 %, lezguinos 58 %, etc.), Mesopotamia (Irak 33 %), el levante mediterráneo (árabes palestinos 38.4 %, judíos 30 %), en semitas de África del norte (Argelia 35 %, Túnez 31 %, Egipto 20 %, nubios de Sudán 41%), Cuerno de África y con una moderada presencia en el sur de Asia.
- J1a (Z2215) 

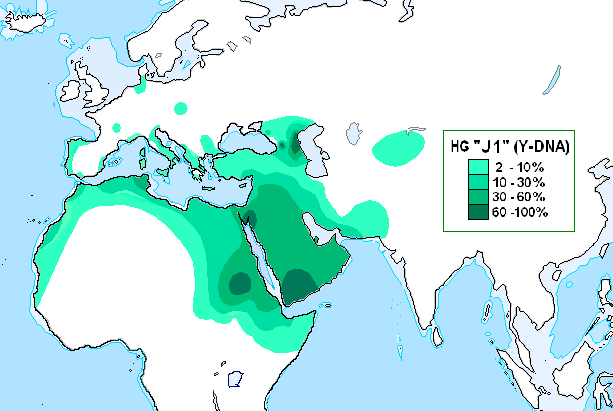
Distribución de J1.

  - M365 bajas frecuencias (hasta 2 %) en Anatolia y Georgia
  - L136
    - M390 en el Líbano con 2.5 %
    - P56
    - P58, es el subclade más común en semitas.[12]
      - P58* en israelíes es el haplogrupo principal con 14 %, aumentando en el linaje Cohen (sacerdotes judíos descendientes de Aarón) a 46 %.[13]
      - M367, M368 al norte de Anatolia con 3.5 %[14]
      - M369 en Anatolia con 1.2 %
      - L92, L93
      - L147
- M62 promedia 1 % en el Asia Central[14]

### J2
J2 (M172) está presente en el área mediterránea, típico en poblaciones del próximo Oriente, en Irak 29.7%, Líbano 29.7 %, Siria 29 %, judíos sefarditas 29 %, kurdos 28.4 %, Irán 24 %, Israel y Turquía, en samaritanos 50 %, en el sur de Europa (Grecia, sur de Italia y sur de Iberia) y en el Cáucaso; menores frecuencias en la India con 9 %, Asia Central, Sudeste de Asia y África del Norte. Las mayores frecuencias de J2 se encontraron entre ingusetios con 89 % y chechenos con 55 %.
- J2a (M410) en Creta 32 %, Anatolia 14-30 %, sur de Italia 21-26 %, hazaras de Afganistán 27 %,[22] extendido en el Mediterrráneo, Cercano Oriente, Cáucaso, Asia Central y sur de Asia.[23]
  - J2a* En los esvanos, grupo étnico de Georgia (Cáucaso).
  - J2a1 (L26/Page55/S57, L27) antes J2a4. En Irán 18 %.[24]
    - J2a1*
    - J2a1a (M47, M322) baja frecuencia en Georgia, Irán, Catar. Arabia Saudita, Siria, Túnez, Turquía, EAU y de Asia Central hasta Siberia.
    - J2a1b (M67/S51) alta frecuencia en el Cáucaso, en Georgia 13 %, Azerbaiyán 4 %, Turquía 1-8 %. También en el sur de Europa: en Italia con 5 %, Iberia 2-3 %, Creta 10 %. Encontrado también en todo el Cercano Oriente y subcontinente indio.[14]
    - J2a1c (M68), baja frecuencia en Irak e India
    - M158 baja frecuencia en Anatolia, Afganistán, Pakistán e India
    - M319 en Creta y en judíos de Irak y Marruecos.[25]
    - M339 en Anatolia
    - M419
    - P81
    - L24
      - L25 en Europa, India, Túnez y en judíos asquenazíes.[26]

  - J2a2 (L581) Europa y Cáucaso
    - P279
      - M340 en Anatolia

- J2b (M12, M314, M221, M102) encontrado principalmente en los balcanes, Grecia y sur de Italia (probablemente disperso por los antiguos griegos)
  - J2b1 (M205)
  - J2b2 (M241) en India (5 %) y Pakistán,[23] también en Nepal y en los Balcanes, con picos en albaneses y kosovares (17 %)[14]
    - M99
    - M280 en Grecia 2 %
    - M321 en judíos libios 5 %
    - P84
    - DYS455≤9

| Haplogrupos del cromosoma Y humano |                  |   |   |    |    |    |    |    |   |   |     |     |     |     |    |    |    |    |     |     |     |    |    |   |
|                                    | Adán cromosómico |   |   |    |    |    |    |    |   |   |     |     |     |     |    |    |    |    |     |     |     |    |    |   |
|                                    | A                |   |   |    |    |    |    |    |   |   |     |     |     |     |    |    |    |    |     |     |     |    |    |   |
|                                    |                  |   |   | BT |    |    |    |    |   |   |     |     |     |     |    |    |    |    |     |     |     |    |    |   |
|                                    |                  | B | B | B  | CT | CT |    |    |   |   |     |     |     |     |    |    |    |    |     |     |     |    |    |   |
|                                    |                  |   |   | DE | DE | CF | CF | CF |   |   |     |     |     |     |    |    |    |    |     |     |     |    |    |   |
|                                    |                  |   | D | E  |    | C  | C  | F  | F | F |     |     |     |     |    |    |    |    |     |     |     |    |    |   |
|                                    |                  |   |   |    | C1 | C2 |    | G  | H | H | IJK | IJK | IJK | IJK |    |    |    |    |     |     |     |    |    |   |
|                                    |                  |   |   |    |    |    |    |    |   |   | IJ  | K   | K   | K   | K  | K  | K  |    |     |     |     |    |    |   |
|                                    |                  |   |   |    |    |    |    |    |   | I | J   |     |     | LT  | K2 | K2 | K2 | K2 | K2  | K2  |     |    |    |   |
|                                    |                  |   |   |    |    |    |    |    |   |   |     |     | L   | T   |    | MS | MS | MS | MS  | P   | P   | P  | NO |   |
|                                    |                  |   |   |    |    |    |    |    |   |   |     |     |     |     |    | M  | S  |    | Q   | R   | R   |    | N  | O |
|                                    |                  |   |   |    |    |    |    |    |   |   |     |     |     |     |    |    |    |    |     | R1  | R1  | R2 |    |   |
|                                    |                  |   |   |    |    |    |    |    |   |   |     |     |     |     |    |    |    |    | R1a | R1a | R1b |    |    |   |
|                                    |                  |   |   |    |    |    |    |    |   |   |     |     |     |     |    |    |    |    |     |     |     |    |    |   |